# Wensley Christoph
Wensley Christoph (* 9. Dezember 1984 in Paramaribo) ist ein ehemaliger surinamischer Fußballspieler.

## Nationalmannschaft
Für die Nationalmannschaft von Suriname bestritt er bei der Qualifikation zur WM 2010 alle neun Spiele, bei denen er fünf Tore erzielte. Außerdem wurde er für die Nationalmannschaft bei allen fünf Qualifikationsspielen der Fußball-Karibikmeisterschaft für den CONCACAF Gold Cup 2009, am 9. und 10. August in Guyana und am 23., 25. und 27. Oktober 2008 auf Kuba eingesetzt. Auch hier konnte sich Suriname nicht qualifizieren und Christoph war auch nicht als Torschütze erfolgreich.
Nach FIFA-Angaben kam er bereits im Rahmen der Qualifikation zur WM 2006 am 20. Juni 2004 gegen Guatemala zum Einsatz.